# Paris-Roubaix 1971
La 69e édition de la course cycliste Paris-Roubaix a eu lieu le 18 avril 1971 et a été remportée en solitaire par le Belge Roger Rosiers.

## Classement final
|    | Cycliste            | Équipe                   | Temps           |
| -- | ------------------- | ------------------------ | --------------- |
| 1  | Roger Rosiers       | Bic                      | 6 h 17 min 53 s |
| 2  | Herman Van Springel | Molteni-Arcore           | + 1 min 26 s    |
| 3  | Marino Basso        | Molteni-Arcore           | + 1 min 26 s    |
| 4  | Jan Janssen         | Bic                      | + 1 min 26 s    |
| 5  | Eddy Merckx         | Molteni-Arcore           | + 1 min 26 s    |
| 6  | Eric Leman          | Mars-Flandria            | + 1 min 26 s    |
| 7  | Roger De Vlaeminck  | Mars-Flandria            | + 1 min 26 s    |
| 8  | Felice Gimondi      | Salvarani                | + 1 min 26 s    |
| 9  | Eric de Vlaeminck   | Mars-Flandria            | + 4 min 26 s    |
| 10 | Georges Pintens     | Hertekamp-Magniflex-Novy | + 4 min 26 s    |